# 藤田公康
藤田 公康（ふじた きみやす、1950年〈昭和25年〉9月9日 - ）は、日本の実業家。ビーアールホールディングス代表取締役。藤和不動産元社長。

## 人物
藤田組（現フジタ）の共同創業者藤田定市の孫。参議院議長をつとめた藤田正明の二男。広島県知事をつとめた藤田雄山の弟であり藤田衛成の兄でもある。
慶應義塾大学法学部政治学科卒業。ハートフォード大学卒業。1976年、大塚製薬に入社。1977年、企画室課長代理。
1981年、極東工業に転じ社長室長、取締役社長室長。1983年、同社常務取締役。1985年、同社代表取締役社長。1990年度日本青年会議所会頭。1993年、同社代表取締役会長。2005年、ビーアールホールディングス代表取締役社長。住所は東京都渋谷区元代々木町。